# Cloniophorus nyassae nigripes
Cloniophorus nyassae nigripes es una subespecie de escarabajo longicornio del género Cloniophorus, tribu Callichromatini, subfamilia Cerambycinae. Fue descrita científicamente por Juhel en 2016.

## Descripción
Mide 15-25 milímetros de longitud.

## Distribución
Se distribuye por Mozambique y Tanzania.